# Pedro Franco (expedicionario)
Pedro Franco fue uno de los 63 pobladores que acompañó a Juan de Garay en la expedición que culminó en la segunda fundación de la ciudad de Buenos Aires el 11 de junio de 1580.
En el reparto de tierras que Garay hiciera el 17 de octubre de aquel año se le adjudicó una manzana de terreno en la ciudad. El día 24 de ese mes se le adjudicó una estancia de 400 varas sobre la costa del Río de la Plata por una legua de fondo al igual que a otros miembros de la expedición. 
Una calle de la ciudad de Buenos Aires lleva ese nombre en su homenaje.